# Berlancourt (Oise)
Berlancourt ist eine französische Gemeinde mit 316 Einwohnern (Stand: 1. Januar 2022) im Département Oise in der Region Hauts-de-France (vor 2016 Picardie). Sie gehört zum Kanton Noyon (bis 2015 Guiscard) und zum Gemeindeverband Pays Noyonnais. Die Einwohner werden Berlancourtois genannt.

## Geografie
Berlancourt liegt im Pays Noyonnais etwa 42 Kilometer nordnordöstlich von Compiègne, am Fluss Verse. Umgeben wird Berlancourt von den Nachbargemeinden Golancourt im Norden und Nordwesten, Brouchy im Norden, Villeselve im Norden und Osten, Guiscard im Süden und Osten sowie Le Plessis-Patte-d’Oie im Westen und Nordwesten.

## Bevölkerungsentwicklung
| Jahr                      | 1962 | 1968 | 1975 | 1982 | 1990 | 1999 | 2006 | 2013 |
| ------------------------- | ---- | ---- | ---- | ---- | ---- | ---- | ---- | ---- |
| Einwohner                 | 176  | 179  | 156  | 185  | 245  | 283  | 295  | 335  |
| Quelle: Cassini und INSEE |      |      |      |      |      |      |      |      |

## Sehenswürdigkeiten

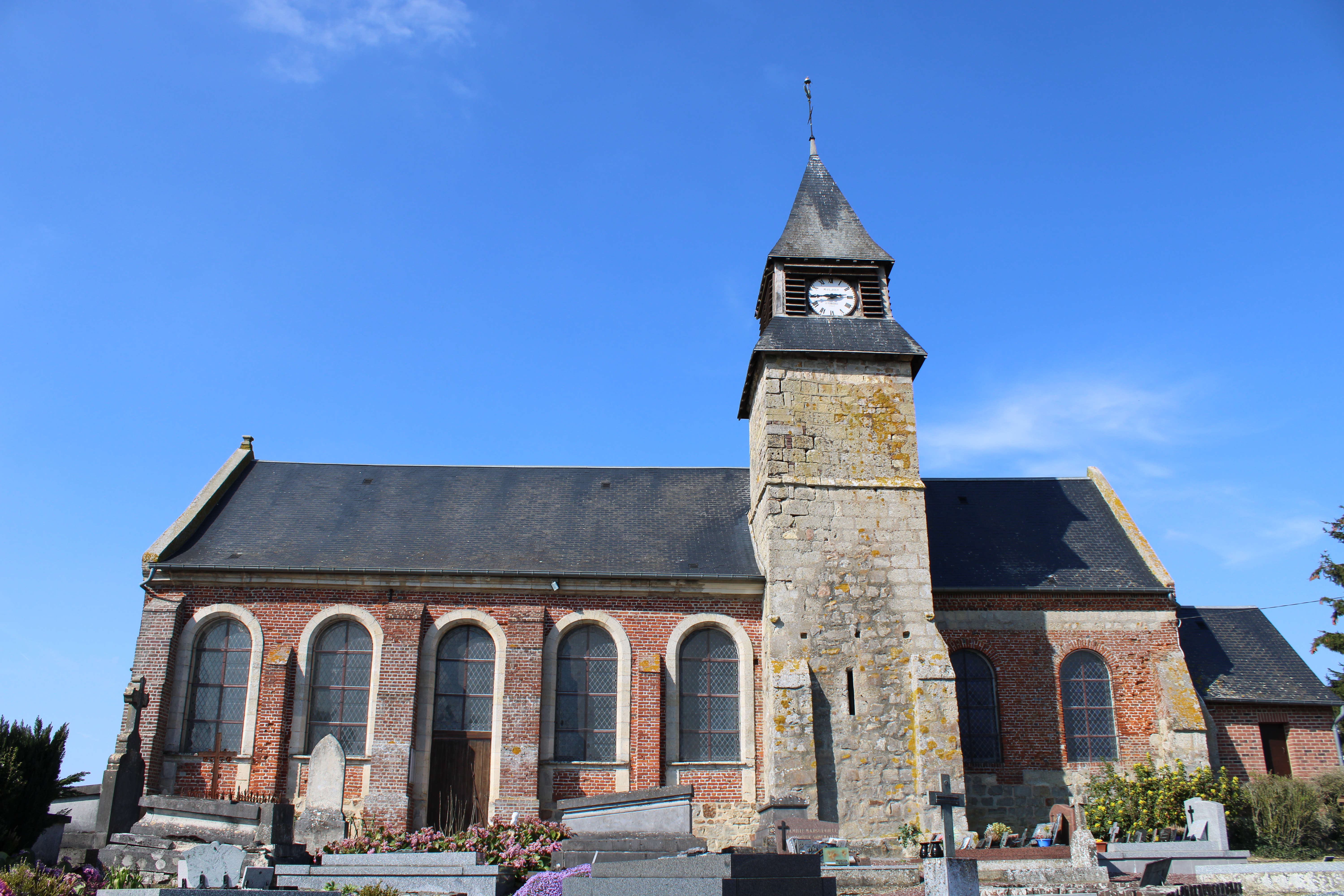
Kirche St. Martin

- Kirche St. Martin (siehe auch: Liste der Monuments historiques in Berlancourt (Oise))